# メラー＝プレセット法
メラー＝プレセット法（メラー＝プレセットほう、英: Møller–Plesset method）とは、計算化学の分野におけるハートリー＝フォック法（平均場近似）を超える、より高精度な第一原理計算手法の一つである。レイリー＝シュレーディンガーの摂動論を用いて電子相関を考慮する方法であり、摂動のレベルによりMP2、MP3、MP4などと呼ばれる。
主要な着想は1934年にクリスチャン・メラーとミルトン・S・プレセットによって発表された。

## レイリー＝シュレーディンガーの多体摂動論
レイリー＝シュレーディンガー (RS) 摂動論において、ハミルトニアンを非摂動の参照項 {\displaystyle {\hat {H}}_{0}} と摂動項 {\displaystyle {\hat {V}}} に分割する。
{\displaystyle {\hat {H}}={\hat {H}}_{0}+\lambda {\hat {V}}}
ここで、λは摂動の大きさを表すパラメータである。エネルギー{\displaystyle E}と、波動関数{\displaystyle \Psi }はλについて連続的に変化するので、テイラー展開によって、
{\displaystyle \Psi =\lim _{n\to \infty }\sum _{i=0}^{n}\lambda ^{i}\Psi ^{(i)},E=\lim _{n\to \infty }\sum _{i=0}^{n}\lambda ^{i}E^{(i)}}
と書くことが出来る。これらを時間独立のシュレーディンガー方程式に代入すると、以下の式が得られる。
{\displaystyle \left({\hat {H}}_{0}+\lambda {\hat {V}}\right)\left(\sum _{i=0}^{n}\lambda ^{i}\Psi ^{(i)}\right)=\left(\sum _{i=0}^{n}\lambda ^{i}E^{(i)}\right)\left(\sum _{i=0}^{n}\lambda ^{i}\Psi ^{(i)}\right)}
この式を展開、整理して、λについて両辺の係数を比較することで、n次の摂動の式が得られる。

## メラー＝プレセット法
レイリー＝シュレーディンガーの摂動論で導かれた式は一般的な形であり、ハミルトニアンに具体的な形を与える必要がある。
メラー＝プレセット法の摂動法としての振舞いはあまり良くなく、真の解に向けて単調に収束するわけではない。すなわち、取り込む摂動の次数を上げても真の解から遠ざかることがありうる。このため、メラー＝プレセット法により物性値を正しく予想するためには注意を要する。

### 最初の定式化
MP-エネルギー補正は「シフトした」フォック演算子として定義された非摂動ハミルトニアン
{\displaystyle {\hat {H}}_{0}\equiv {\hat {F}}+\langle \Phi _{0}|({\hat {H}}-{\hat {F}})|\Phi _{0}\rangle }
と「補正ポテンシャル」として定義された摂動ハミルトニアン
{\displaystyle {\hat {V}}\equiv {\hat {H}}-{\hat {H}}_{0}={\hat {H}}-\left({\hat {F}}+\langle \Phi _{0}|({\hat {H}}-{\hat {F}})|\Phi _{0}\rangle \right)}
を使ってレイリー＝シュレーディンガー（RS）摂動論から得ることができる。
上式において、規格化されたスレイター行列式Φ0はフォック演算子の最低固有状態である。
{\displaystyle {\hat {F}}\Phi _{0}\equiv \sum _{k=1}^{N}{\hat {f}}(k)\Phi _{0}=2\sum _{i=1}^{N/2}\varepsilon _{i}\Phi _{0}}
ここで、Nは対象としている分子中の電子の数（エネルギー中の係数2は、それぞれの軌道が逆向きスピンを持つ電子対によって占有されている事実に起因する）、{\displaystyle {\hat {H}}}は通常の電子ハミルトニアン、{\displaystyle {\hat {f}}(k)}は1電子フォック演算子、εiは二重に占有された空間軌道φiに属する軌道エネルギーである。
スレイター行列式Φ0は{\displaystyle {\hat {F}}}の固有状態であるため、以下が示される。
{\displaystyle {\hat {F}}\Phi _{0}-\langle \Phi _{0}|{\hat {F}}|\Phi _{0}\rangle \Phi _{0}=0\implies {\hat {H}}_{0}\Phi _{0}=\langle \Phi _{0}|{\hat {H}}|\Phi _{0}\rangle \Phi _{0}}
すなわち、0次エネルギーはΦ0に関する{\displaystyle {\hat {H}}}の期待値、ハートリー–フォックエネルギーである。同様に、「この定式化での」MP1エネルギーは
{\displaystyle E_{\text{MP1}}\equiv \langle \Phi _{0}|{\hat {V}}|\Phi _{0}\rangle =0}
となる。したがって、意味のある最初の補正はMP2エネルギーに現われる。
閉殻分子に対するMP2式を得るために、2次のRS-PT式は2電子励起スレイター行列式を基にして書かれる（ブリルアンの定理のため、1電子励起スレイター行列式は寄与しない）。N-電子行列要素を単純化するためにスレイター–コンドン則を適用した後、MP2エネルギー（スピンを除いてブラ-ケット記法でまとめる）は
{\displaystyle {\begin{aligned}E_{\text{MP2}}&=2\sum _{i,j,a,b}{\frac {\langle \varphi _{i}\varphi _{j}|{\hat {\tilde {v}}}|\varphi _{a}\varphi _{b}\rangle \langle \varphi _{a}\varphi _{b}|{\hat {\tilde {v}}}|\varphi _{i}\varphi _{j}\rangle }{\varepsilon _{i}+\varepsilon _{j}-\varepsilon _{a}-\varepsilon _{b}}}-\sum _{i,j,a,b}{\frac {\langle \varphi _{i}\varphi _{j}|{\hat {\tilde {v}}}|\varphi _{a}\varphi _{b}\rangle \langle \varphi _{a}\varphi _{b}|{\hat {\tilde {v}}}|\varphi _{j}\varphi _{i}\rangle }{\varepsilon _{i}+\varepsilon _{j}-\varepsilon _{a}-\varepsilon _{b}}}\\\end{aligned}}}
となる。上式において、𝜑iおよび𝜑jは正準被占軌道、𝜑aおよび𝜑bは仮想（空）軌道である。量εi、εj、εa、およびεbは対応する軌道エネルギーである。全電子エネルギーはハートリー–フォックエネルギー足す2次MP補正によって与えられる。
E ≈ EHF + EMP2

### 別の定式化
等価な式はハミルトニアンのわずかに異なる分割によって得られる。0次と1次の寄与でのエネルギー項の分割が元々の定式化とは異なるものの、2次おび高次エネルギー補正は2つの分割法で同一の結果を与える。この定式化は（現在MP法の大口ユーザーである）化学者によって一般的に使われている。
この違いはハートリー–フォック理論でよく知られている以下の事実（ハートリー–フォックエネルギーは被占軌道エネルギーの和ではない）が原因である。
{\displaystyle \langle \Phi _{0}|({\hat {H}}-{\hat {F}})|\Phi _{0}\rangle \neq 0\qquad \Longleftrightarrow \qquad E_{\text{HF}}\neq 2\sum _{i=1}^{N/2}\varepsilon _{i}.}
この定式化では、非摂動ハミルトニアンとしてフォック演算子を取る。
{\displaystyle {\hat {H}}_{0}\equiv {\hat {F}},\qquad {\hat {V}}\equiv {\hat {H}}-{\hat {F}}}
疑いもなく、この分割では
{\displaystyle E_{\text{MP0}}=2\sum _{i=1}^{N/2}\varepsilon _{i},\qquad E_{\text{MP1}}=E_{\text{HF}}-2\sum _{i=1}^{N/2}\varepsilon _{i}}
となる。
明白に、この定式化では、メラー＝プレセット理論はEMP1 ≠ 0を満たさない。0次のMP方程式の解は軌道エネルギーの和であり、0次の値に1次の補正を足すことでハートリー–フォックエネルギーが得られる。元々の定式化と同じく、最初の意味のある補正は2次のエネルギーである。繰り返し述べるが、2次および高次の補正は両方の定式化において同じである。
まとめると、この定式化で得られる0次、1次、2次のエネルギーの物理的な意味は以下の通り。
- 0次：フォック演算子の固有値の和、すなわち、各分子軌道エネルギーの和に相当する。これは電子間反発を二重に計算するため、実用性は皆無である。
- 1次：電子間反発のエネルギー補正に相当する。よって、MP1のエネルギーはハートリー＝フォックエネルギーに等しい。
- 2次：2電子励起配置に由来する電子相関の補正エネルギーに相当する。ポスト-ハートリー＝フォックとして意味を成す最小の摂動項であるため、実用面ではMP2以上のみが用いられる。

## メラー＝プレセット摂動法の使用
2次（MP2）、3次（MP3）、および4次（MP4）のメラー＝プレセット計算が小さな系を計算する際に使われる標準的レベルであり、多くの計算化学コードに実装されている。さらに高次のMP計算（一般的にはMP5のみ）は一部のコードで可能である。しかしながら、それらの計算コストのためほとんど使われることはない。
MP摂動論の系統的研究では、高次で必ずしも収束的な理論ではないことが示されている。収束は、化学系あるいは基底関数系に依って、遅かったり、速かったり、振動したり、規則正しかったり、高度に不規則だったり、単に収束しなかったりする。1次および2次（MP2）波動関数についての密度行列は「応答密度」と呼ばれる種類であり、より一般的な「期待値密度」とは異なる。応答密度行列の固有値（MP2自然軌道の占有数）はしたがって2よりも大きかったり、負にもなり得る。非物理的数は発散摂動展開のしるしである。
加えて、MP3およびMP4レベルで計算された様々な重要な分子の性質は、小分子についてでさえも、MP2レベルのものよりも良くない。
開殻分子については、MPn-理論は非制限ハートリー＝フォック（UHF）参照関数に対してのみ直接的に適用可能である（UHF状態は一般にフォック演算子の固有ベクトルではないため）。しかしながら、得られるエネルギーはしばしば深刻なスピン汚染に悩まされ、大きな誤差を生む。可能なより良い代替法は制限開殻ハートリー＝フォック法（ROHF法）に基づいたMP2様の手法の1つを使うことである。残念ながら、ROHF波動関数の任意性のため、多くのROHFに基づくMP2様の手法が存在する（例えば、HCPT、ROMP、RMP〔ROHF-MBPT2とも呼ばれる〕、OPT1およびOPT2、ZAPT、IOPT等）。ROHFに基づくMP2様の理論の一部は2次を超えるそれらの摂動密度およびエネルギーにおいてスピン汚染に悩まされる。
これらの手法、ハートリー–フォック、非制限ハートリー–フォック、制限ハートリー–フォックは単一の行列式波動関数を使用する。多配置自己無撞着場（MCSCF）法は複数の行列式を使用し、非摂動演算子のために使うことができるが、一意的ではなく、完全活性空間摂動論（CASPT2）、多配置準縮退摂動論（MCQDPT）といった非常にたくさんの手法が開発されている。残念なことに、MCSCFに基づく手法は摂動級数の発散がないわけではない。

## スピン成分のスケーリング
通常のMP2相関エネルギーは同スピン（平行スピン、same spin、SS）と逆スピン（反平行スピン、opposite spin、OS）成分の和である：
{\displaystyle E_{\text{MP2}}=E_{\text{MP2}}^{\text{SS}}+E_{\text{MP2}}^{\text{OS}}.}
グリメは各項の寄与をスケーリングする手法（spin-component scaling MP2, SCS-MP2）を提案した：
{\displaystyle E_{\text{SCS-MP2}}=c_{\text{SS}}E_{\text{MP2}}^{\text{SS}}+c_{\text{OS}}E_{\text{MP2}}^{\text{OS}}.}
スケーリング係数はQCISD/QCISD(T)の結果と合うように決定され、これにより精度が改善される。さらには同スピン成分を完全に無視する手法（scaled opposite spin MP2, SOS-MP2）も提案されている：
{\displaystyle E_{\text{SOS-MP2}}=c_{\text{OS}}E_{\text{MP2}}^{\text{OS}}.}

## Resolution of the Identity 近似
通常のMP2では4中心電子反発積分
{\displaystyle (pq|rs)=\iint d^{3}r_{1}~d^{3}r_{2}~\chi _{p}({\boldsymbol {r}}_{1})\chi _{q}({\boldsymbol {r}}_{1}){\frac {1}{|{\boldsymbol {r}}_{2}-{\boldsymbol {r}}_{1}|}}\chi _{r}({\boldsymbol {r}}_{2})\chi _{s}({\boldsymbol {r}}_{2})}
の計算にコストがかかる。Resolution of the Identity (RI) 近似は、補助基底関数を導入し4中心積分を3中心積分と2中心積分に置き換えることで高速化する手法である。
展開の仕方には以下の4種類がある:
{\displaystyle {\begin{aligned}(pq|rs)&\approx \sum _{t,u,v,w}(pqt)S_{tu}^{-1}V_{uv}S_{vw}^{-1}(wrs),\\(pq|rs)&\approx \sum _{t,u}(pqt)S_{tu}^{-1}(u|rs),\\(pq|rs)&\approx \sum _{t,u}(pq|t)S_{tu}^{-1}(urs),\\(pq|rs)&\approx \sum _{t,u}(pq|t)V_{tu}^{-1}(u|rs).\\\end{aligned}}}
ここで、t, u, v, w は補助基底関数である。3中心および2中心の重なりおよび電子反発積分は以下の通り:
{\displaystyle {\begin{aligned}(pqt)&=\int d^{3}r_{1}~\chi _{p}({\boldsymbol {r}}_{1})\chi _{q}({\boldsymbol {r}}_{1})\chi _{t}({\boldsymbol {r}}_{1}),\\(pq|t)&=\iint d^{3}r_{1}~d^{3}r_{2}~\chi _{p}({\boldsymbol {r}}_{1})\chi _{q}({\boldsymbol {r}}_{1}){\frac {1}{|{\boldsymbol {r}}_{2}-{\boldsymbol {r}}_{1}|}}\chi _{t}({\boldsymbol {r}}_{2}),\\S_{tu}=(tu)&=\int d^{3}r_{1}~\chi _{t}({\boldsymbol {r}}_{1})\chi _{u}({\boldsymbol {r}}_{1})\\V_{tu}=(t|u)&=\iint d^{3}r_{1}~d^{3}r_{2}~\chi _{t}({\boldsymbol {r}}_{1}){\frac {1}{|{\boldsymbol {r}}_{2}-{\boldsymbol {r}}_{1}|}}\chi _{u}({\boldsymbol {r}}_{2}).\end{aligned}}}
RI近似を適用した場合 RI-MP2 のように記される。

## 関連記事
- 量子化学
- 第一原理計算
- 電子相関